# سانگهار
سانگهار (به انگلیسی: Sanghar) یک شهر در پاکستان است که در ایالت سند واقع شده‌است.